# Штерев, Симеон (борец)
Симеон Атанасов Штерев (болг. Симеон Атанасов Щерев; род. 1959) — болгарский борец вольного стиля, а также тренер.

## Биография
Родился 8 февраля 1959 года в селе Микрево Благоевградской области Болгарии.
Занимался вольной борьбой. Был трёхкратным чемпионом Европы в 1982 (Варна), 1983 (Будапешт) и 1984 годах (Йёнчёпинг), а также чемпионом мира в 1981 году (Скопье). На Олимпийских играх в Сеуле в 1988 году завоевал бронзовую медаль.
По окончании спортивной карьеры перешёл на тренерскую работу; среди его воспитанников — Станка Златева, серебряная призёр Олимпийских игр 2008 года в Пекине и 2012 года в Лондоне, и Радослав Великов — бронзовый призёр Олимпийских игр в Пекине.
В 2011 году признан лучшим женским тренером в борьбе по версии Международной федерации объединённых стилей борьбы (FILA).
В середине 2010-х годов работал в Азербайджане, был главным тренером мужской (2013—2014) и женской (2014—2017) сборных этой страны. В 2019 году вошёл в тренерский штаб женской сборной России, а в августе 2020 года возглавил её, сменив ушедшего из жизни Магомеда Алиомарова.

## Семья
Сын Симеона Штерева Николай (1986—2020) также серьёзно занимался вольной борьбой, был чемпионом Болгарии, участником Европейских игр в Минске (2019). В июле 2020 года в Военной больнице в Софии скончался от коронавируса.

## Награды
- Медаль «За заслуги» (21 мая 2014 года, Болгария) — за большие заслуги в области спорта[6]
- Медаль «Прогресс» (1 сентября 2016 года, Азербайджан) — за высокие достижения, завоёванные на ХХХI летних Олимпийских играх в Рио-де-Жанейро, и заслуги в развитии спорта в Азербайджане[7]
- Почётный диплом Президента Азербайджанской Республики (29 июня 2015 года) — за заслуги в развитии спорта в Азербайджане[8]